# Siegleswiesenbach
Der Siegleswiesenbach ist ein Bach, der im Gemeindegebiet von Sieggraben im Burgenland entspringt.

## Verlauf
Der Siegleswiesenbach entspringt im Sieggrabener Ortsteil Einschicht und vereinigt sich kurz nach der Gemeindegrenze zwischen Sieggraben und Kalkgruben auf Kalkgrubener Gemeindegebiet mit dem Auwiesenbach. Das vereinigte Gewässer fließt von dort als Sieggrabenbach weiter. Der Siegleswiesenbach ist der linke Quellbach des Sieggrabenbaches.